# 太阳门观景台

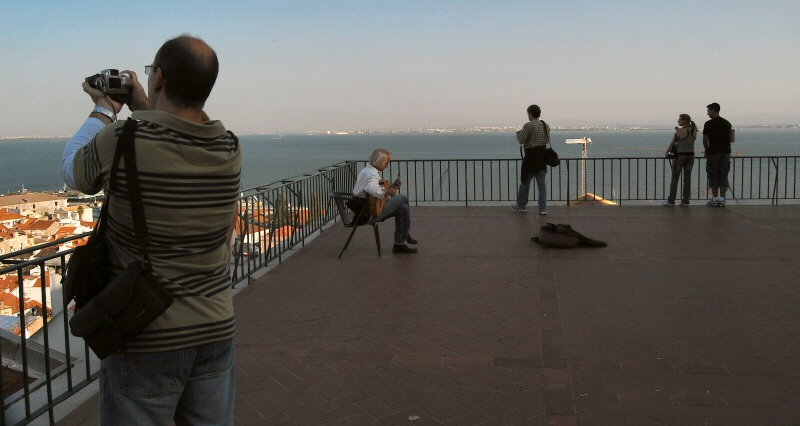
太阳门观景台

太阳门观景台（Miradouro das Portas do Sol）属于里斯本阿尔法玛区圣米厄尔堂区。
在此可观赏城市东部和塔霍河的壮丽景色，包括城外圣文生修道院，以及阿尔法玛区的典型风貌：狭窄蜿蜒的街道，一直延伸到塔霍河。